# Tandy Radio Shack TRS-80 Model 100
Tandy Radio Shack TRS-80 Model 100 (TRS-80 Model 100 / 102) је преносни рачунар, производ фирме Тенди (Tandy Radio Shack) који је почео да се израђује у САД током 1983. године.
Користио је Intel 80c85 (програмски и пин компатибилан са 8085) као централни микропроцесор а РАМ меморија рачунара TRS-80 Model 100 је имала капацитет од 8 kb, до 32 KB (29638 бајтова слободно). 

## Детаљни подаци
Детаљнији подаци о рачунару TRS-80 Model 100 су дати у табели испод.
|                       |                                              |
| [ 1 ]                 |                                              |
| Произвођач            | Тенди                                        |
| Тип                   | преносни рачунар                             |
| Меморија              | 8 , до 32 (29638 бајтова слободно)           |
| Поријекло             | Сједињене Америчке Државе                    |
| Година                | 1983                                         |
| Тастатура             | пуна тастатура стила писаће машине           |
| Процесор              | (програмски и пин компатибилан са 8085)      |
| Фреквенција процесора | 3                                            |
| RAM                   | 8 , до 32 (29638 бајтова слободно)           |
| ROM                   | 32 (све до 64 )                              |
| Текст                 | 40 x 8 (монитор са текућим кристалом)        |
| Графика               | 240 x 64 (Full-Dot матрица)                  |
| Боја                  | монохроматски                                |
| Звук                  | мали звучник                                 |
| Димензије             | 30 (ширина) x 21,5 (дубина) x 4,5 (висина) . |
| Портови               |                                              |
| Оперативни систем     | [[]]                                         |